# Barthold Bauert
Barthold Bauert (* 1682 in Lübeck; † 3. Oktober 1749 ebenda) war ein deutscher Kaufmann und Ratsherr der Hansestadt Lübeck.

## Leben
Barthold Bauert war Sohn des Lübecker Kaufmanns gleichen Namens († 1704). Er erlernte den Kaufmannsberuf in einem Danziger Handelshaus von 1698 bis 1704. Nach dem Tode des Vaters führte er dessen Handlung in Lübeck fort. Er war Mitglied der Kaufmannskorporation der Novgorodfahrer in Lübeck. 1735 wurde er in den Lübecker Rat erwählt. In seine Amtszeit als Ratsherr fällt die von der Bürgerschaft erzwungene Selbstergänzung des Lübecker Rates 1739.